# Мощенка
Моще́нка — село в Україні, у Городнянській міській громаді Чернігівського району Чернігівської області. Населення становить 518 осіб. До 2017 орган місцевого самоврядування — Мощенська сільська рада.

## Історія
Біля села лежить урочище Горщина, де під час археологічних досліджень було виявлено городище і кургани часів VIII—VII ст. до н. е.. Цими землями проходив кордон між Московським царством і Великим князівством Литовським.
12 червня 2020 року, відповідно до розпорядження Кабінету Міністрів України № 730-р від «Про визначення адміністративних центрів та затвердження територій територіальних громад Чернігівської області», село увійшло до складу Городнянської міської громади.
19 липня 2020 року, в результаті адміністративно-територіальної реформи та ліквідації Городнянського району, село увійшло до складу Чернігівського району.
08 жовтня 2022 року місцевий житель загинув від російського обстрілу.

## Населення

### Мова
Розподіл населення за рідною мовою за даними перепису 2001 року:
| Мова       | Кількість | Відсоток |
| ---------- | --------- | -------- |
| українська | 503       | 97.10%   |
| російська  | 13        | 2.51%    |
| білоруська | 2         | 0.39%    |
| Усього     | 518       | 100%     |

## Етимологія
Назва походить від того, що тут утворювали намости на місці боліт, що висихали.

## Відомі люди
- Цимбаліст Іван Єлисеєвич (1911—1960) — учасник партизанського руху під час Німецько-радянської війни, Герой Радянського Союзу (1944).